# Hiéroclès (géographe)
Pour les articles homonymes, voir Hiéroclès.
Hiéroclès ou Hiéroklès est un géographe byzantin auteur du Synekdèmos (en français « Compagnon de voyage »), un catalogue géographique rédigé avant 533. On ignore tout de cet auteur.

## Synekdèmos
Le Synekdèmos est un texte contenant un catalogue des divisions administratives de l'Empire byzantin et les listes des cités de chacune d'elles. L'ouvrage est daté du règne de Justinien mais antérieur de façon certaine à 533. Il liste plus de neuf cents villes de l'Empire byzantin classées dans les 64 provinces, approximativement par ordre géographique.
Il constitue ainsi une source capitale sur l'organisation provinciale de l'Empire au VIe siècle. Il doit probablement sa conservation à sa ressemblance avec les listes épiscopales bien qu'il n'en soit pas une. Le Synekdèmos est avec le travail d'Étienne de Byzance, la principale source du Thèmes de l’empereur érudit Constantin Porphyrogénète (905 -959).

## Éditions
Le Synekdèmos est publié dans plusieurs éditions depuis 1735, notamment en 1866 à Berlin par Gustav Parthey (Hieroclis Synecdemus) puis corrigée en 1893 par Albert Burckhardt dans la Bibliotheca Teubneriana. L'édition la plus récente est celle d'Ernest Honigmann en 1939 à Bruxelles (Le Synekdèmos d'Hiéroklès et l'opuscule géographique de Georges de Chypre).